# Neue Bellona
Die Neue Bellona oder Beiträge zur Kriegskunst und Kriegsgeschichte war eine deutsche militärische Fachzeitschrift, die nach der römischen Kriegsgöttin Bellona benannt war. Sie wurde zwischen 1801 und 1806 von Heinrich von Porbeck im Auftrag einer Gruppe hessischer Offiziere herausgegeben und stand in der Tradition einer früheren Zeitschrift, der Bellona, die 1787 eingestellt worden war. Die einzelnen Ausgaben erschienen bei Reinicke & Hinrichs in Leipzig, bis der Vierte Koalitionskrieg zur Einstellung des Drucks führte. Bis zu diesem Zeitpunkt waren zehn Bände erschienen.
Der Schwerpunkt der Zeitschrift lag auf der Auswertung der Erfahrungen aus den Revolutionskriegen. In ihr wurde die aktuelle militärische Literatur diskutiert und Abhandlungen zum Kriegswesen verfasst. So diente die Zeitschrift auch als Plattform progressiver Offiziere. Im Jahre 1805 veröffentlichte u. a. Carl von Clausewitz seinen ersten Aufsatz anonym in der Neuen Bellona.